# Manastir Mileševa
Manastir Mileševa je srpski pravoslavni manastir podignut u 13. stoljeću. Smješten je na rijeci Mileševki u blizini Prijepolja. Podigao ga je srpski kralj Stefan Vladislav (1234. – 1243.) u prvoj polovici 13. stoljeća, u kojem je i sam pokopan.
U ulaznom trijemu bazilike, kojeg je kralj Vladisalv dogradio 1235. godine, položio je moći svoga strica svetog Save. Te su moći Turci 1594. godine, prilikom osvajanja, prenijeli na Vračar (Beograd) i spalili u namjeri slamanja srpskog duha.
Povjesničari smatraju da je u manastirskoj crkvi 1377. godine za kralja Srbljem, Bosne i primorjem okrunjen Tvrtko I. Kotromanić, rođak Nemanjića i Cara Dušana. Stjepan Vukčić Kosača se u njoj 1446. godine proglasio „hercegom od svetog Save“, po čemu je Hercegovina dobila ime.
Manastir je sjedište Mileševske episkopije Srpske pravoslavne crkve.
Freske u manastiru Mileševa se ubrajaju među najbolja europska likovna ostvarenja 13. stoljeća, a od freski je najpoznatiji "Bijeli Anđeo", koja je u sklopu freske Mironosnice na Kristovom grobu. 

## Vanjske poveznice
- Službena internetska stranica  Arhivirana inačica izvorne stranice od 8. siječnja 2008. (Wayback Machine)
- Manastir MIleševa – virtuelna tura i foto kolekcija Fonda Blago
- Manastir Mileševa